# Kościół św. Wawrzyńca Diakona i Męczennika w Michałowie

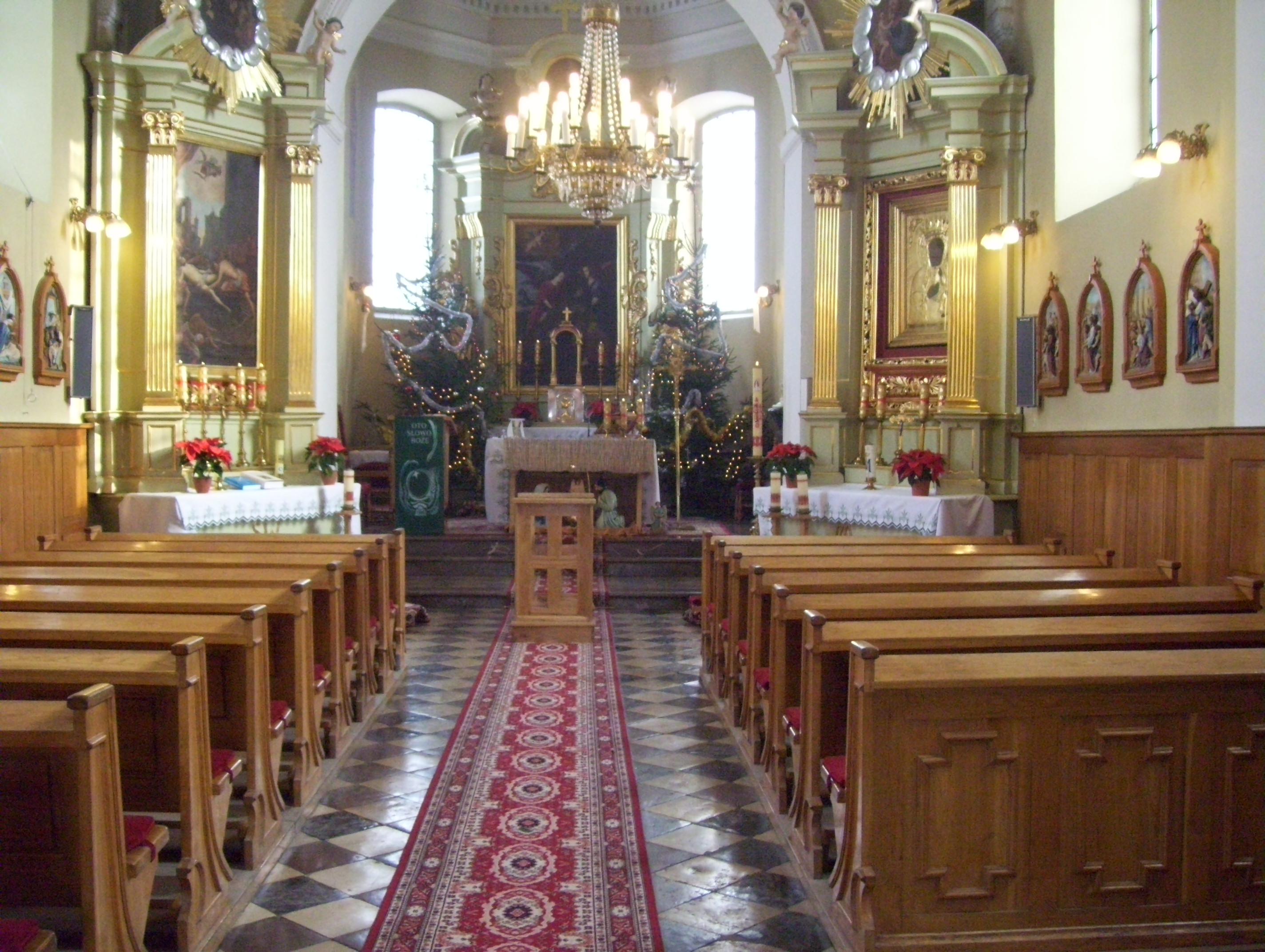
Wnętrze kościoła p.w. św. Wawrzyńca Diakona i Męczennika w Michałowie w okresie Bożego Narodzenia

Kościół pw. św. Wawrzyńca Diakona i Męczennika w Michałowie – rzymskokatolicki kościół parafialny należący do dekanatu pińczowskiego diecezji kieleckiej.
Obecna świątynia została wybudowana w latach 1852-1853 według projektu architekta Felicjana Frankowskiego, kosztem – jak podaje w swojej monografii ksiądz Jan Wiśniewski  – „miejscowych parafian i dziedziców, jak Amelii Dembińskiej, dziedziczki Michałowa, kolatorki kościoła, dziedziców wsi Zagajówek Hippolita i Magdaleny z Kollerów, małżonków Tapenów i miejscowego proboszcza, ks. Konstantego Rodkiewicza”. Budowla została konsekrowana w dniu 26 maja 1891 roku przez biskupa Tomasza Teofila Kulińskiego.

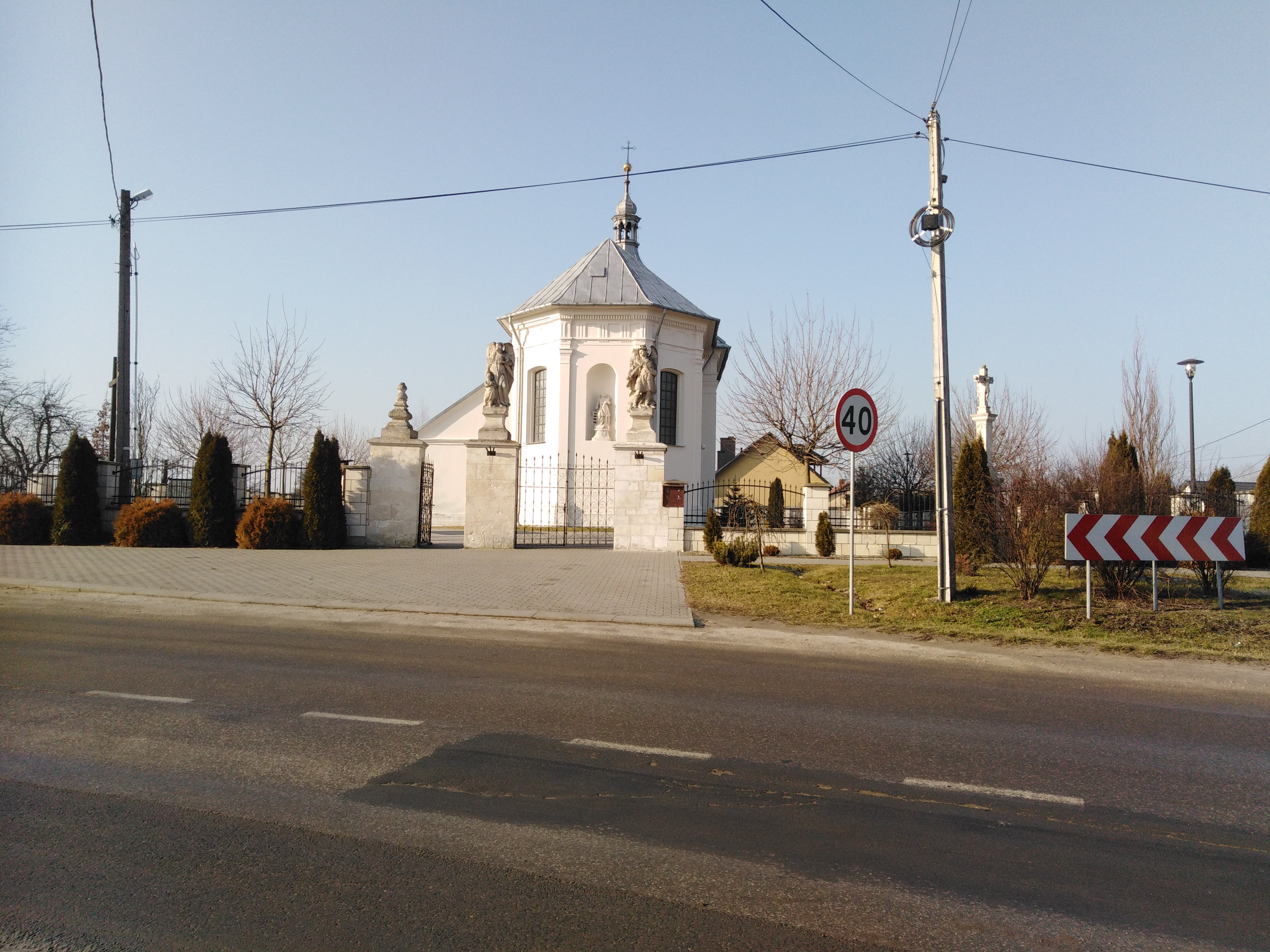
Brama główna z kamiennymi rzeźbami aniołów

Świątynia jest orientowana, murowana, jednonawowa, posiada krótkie zamknięte wielobocznie prezbiterium, węższe od nawy, oddzielone od niej tęczą, na zewnętrznej elewacji znajdują się pilastry. Front świątyni tworzy dwukondygnacyjna wieża zakończona z trzech stron dwoma romańskimi okienkami przedzielonymi kolumienkami. Od strony prezbiterium w niszy elewacji znajduje się rzeźba św. Wawrzyńca. Tuż obok usytuowany jest kamienny krucyfiks z 1826 roku.  W głównym ołtarzu znajduje się obraz przedstawiający śmierć św. Franciszka z Asyżu, podtrzymywanego przez aniołów. W owalu nad nim znajduje się św. Florian. W narożnikach są umieszczone boczne ołtarze poświęcone: św. Wawrzyńcowi, patronowi kościoła oraz Matce Bożej z Dzieciątkiem, noszącej charakterystyczną koronę. Stacje Drogi Krzyżowej zostały zakupione w czasach współczesnych.
Na bramie głównej znajdują kamienne figury aniołów (XVI–XVII w.) będące pamiątką po starym kościele.